# Colin Todd
Colin Todd (Chester-le-Street, 12 dicembre 1948) è un ex calciatore e allenatore di calcio inglese, di ruolo difensore.
Assieme a Archie Gemmill, è primatista di presenze (21) con il Derby County nelle competizioni calcistiche europee.

## Biografia
È il padre di Andy, anche lui calciatore.

## Carriera
Nell'estate 1967 con il Sunderland disputò il campionato nordamericano organizzato dalla United Soccer Association: accadde infatti che tale campionato fu disputato da formazioni europee e sudamericane per conto delle franchigie ufficialmente iscritte al campionato, che per ragioni di tempo non avevano potuto allestire le proprie squadre. Il Sunderland rappresentò i Vancouver Royal Canadians, che conclusero la Western Division al quinto posto finale.

## Palmarès

### Giocatore

#### Club

##### Competizioni nazionali
- Campionato inglese: 2

Derby County: 1971-1972, 1974-1975
- Charity Shield: 1

Derby County: 1975

#### Individuale
- Giocatore dell'anno della PFA: 1

1975

### Allenatore

#### Competizioni nazionali
- First Division: 1

Bolton: 1996-1997